# Linum violascens
Linum violascens är en linväxtart som beskrevs av Aleksandr Andrejevitj Bunge. Linum violascens ingår i släktet linsläktet, och familjen linväxter. Inga underarter finns listade i Catalogue of Life.